# یان اشلی
یان اشلی (انگلیسی: Ian Ashley؛ زادهٔ ۲۶ اکتبر ۱۹۴۷ در ووپرتال، نوردراین-وستفالن، آلمان غربی) رانندهٔ سابق مسابقات اتومبیل‌رانی فرمول یک اهل بریتانیا است.

## نتایج کامل در مسابقات جهانی فرمول یک
(کلید)
| سال  | شرکت‌کننده                 | شاسی              | موتور       | ۱        | ۲             | ۳             | ۴          | ۵       | ۶      | ۷     | ۸      | ۹        | ۱۰       | ۱۱         | ۱۲         | ۱۳        | ۱۴           | ۱۵          | ۱۶          | ۱۷   | قهرمانی رانندگان | امتیاز |
| ---- | ------------------------- | ----------------- | ----------- | -------- | ------------- | ------------- | ---------- | ------- | ------ | ----- | ------ | -------- | -------- | ---------- | ---------- | --------- | ------------ | ----------- | ----------- | ---- | ---------------- | ------ |
| ۱۹۷۴ | توکن ریسینگ               | توکن آرجی۰۲       | کازوورث وی۸ | آرژانتین | برزیل         | آفریقای جنوبی | اسپانیا    | بلژیک   | موناکو | سوئد  | هلند   | فرانسه   | بریتانیا | آلمان ۱۴   | اتریش ر.ن. | ایتالیا   |              |             |             |      | ر.ن.             | ۰      |
| ۱۹۷۴ | پرچم شطرنجی               | برابام بی‌تی۴۲     | کازوورث وی۸ |          |               |               |            |         |        |       |        |          |          |            |            |           | کانادا ع.ص.  | آمریکا ع.ص. |             |      | ر.ن.             | ۰      |
| ۱۹۷۵ | فرانک ویلیامز ریسینگ کارز | ویلیامز اف‌دبلیو۰۳ | کازوورث وی۸ | آرژانتین | برزیل         | آفریقای جنوبی | اسپانیا    | موناکو  | بلژیک  | سوئد  | هلند   | فرانسه   | بریتانیا | آلمان ع.ش. | اتریش      | ایتالیا   | آمریکا       |             |             |      | ر.ن.             | ۰      |
| ۱۹۷۶ | استنلی بی‌آرام             | بی‌آرام پی۲۰۱بی    | بی‌آرام وی۱۲ | برزیل ب. | آفریقای جنوبی | غرب آمریکا    | اسپانیا    | بلژیک   | موناکو | سوئد  | فرانسه | بریتانیا | آلمان    | اتریش      | هلند       | ایتالیا   | کانادا       | آمریکا      | ژاپن        |      | ر.ن.             | ۰      |
| ۱۹۷۷ | هسکث ریسینگ               | هسکث ۳۰۸ئی        | کازوورث وی۸ | آرژانتین | برزیل         | آفریقای جنوبی | غرب آمریکا | اسپانیا | موناکو | بلژیک | سوئد   | فرانسه   | بریتانیا | آلمان      | اتریش ع.ص. | هلند ع.ص. | ایتالیا ع.ص. | آمریکا ۱۷   | کانادا ع.ش. | ژاپن | ر.ن.             | ۰      |